# التهاب المبيض
التهاب المبيض (بالإنجليزية: Oophoritis)‏ هو التهاب مبيضي الأنثى، غالبا ما يكون إلى جانب التهاب البوق (التهاب قنوات فالوب).